# Đường ven biển Hải Phòng – Thái Bình
Đường ven biển Hải Phòng - Thái Bình có tổng chiều dài toàn tuyến đường bộ ven biển dài 35,5km với điểm đầu dự án nối ngã 3 giao ĐT353 thuộc phường Minh Đức, quận Đồ Sơn, Hải Phòng. Điểm cuối dự án Km29+706,89 giao với Quốc lộ 37 đang thi công tại lý trình km2+384,15 thuộc xã Thụy Liên, huyện Thái Thụy, Thái Bình. Tuyến đường có quy mô đường cấp 3 đồng bằng, tốc độ thiết kế 80km/giờ.
Đối với đoạn từ nút giao đường tỉnh 361 (Km4+855) đến cuối tuyến quy mô đường cao tốc, tốc độ thiết kế 100km/giờ. Nền đường rộng 12 m gồm 2 làn xe cơ giới, lề gia cố 4m và 1m lề đất. Kết cấu mặt đường loại cấp cao A1. Trên toàn tuyến có 8 cầu, trong đó có 2 cầu lớn, 3 cầu trung  và 3 cầu nhỏ. Khổ thông thuyền tương ứng với sông Thái Bình 40x7 m, sông Văn Úc là 100x25m; tĩnh không vượt đường bộ  là 4,75m.
Công trình có tổng mức đầu tư hơn 3.460 tỷ đồng.